# Semanu
Semanu ist ein Distrikt (Kecamatan) im Regierungsbezirk (Kabupaten) Gunungkidul der Sonderregion Yogyakarta im Süden der Insel Java. Der Kecamatan liegt im Zentrum des Kabupaten und zählte Ende 2021 60.751 Einwohner auf 104,21 km² Fläche.

## Geographie
Semanu grenzt an folgende Kecamatan:
| Richtung0000 | Name Kec.   | Kabupaten   | Provinz |
| Westen       | Wonosari    | Gunungkidul | DIY*    |
| Norden       | Karangmojo  | Gunungkidul | DIY*    |
| Nordosten    | Ponjong     | Gunungkidul | DIY*    |
| Osten        | Rongkop     | Gunungkidul | DIY*    |
| Südosten     | Tepus       | Gunungkidul | DIY*    |
| Süden        | Tanjungsari | Gunungkidul | DIY*    |

* D.I.Yogyakarta

## Verwaltungsgliederung
Der Kecamatan (auch Kapanewon genannt) gliedert sich in fünf ländliche Dörfer (Desa, auch Kalurahan genannt):
| PUM-Code 1    | Desa        | Fläche (km²) | Bevölkerung zur Volkszählung 2 | Bevölkerung zur Volkszählung 2 | Bevölkerung zur Volkszählung 2 | Bevölkerung zur Volkszählung 2 | Bevölkerung zur Volkszählung 2 | Bevölkerung zur Volkszählung 2 | Padu- kuhan 4 | RW/ RT 5 |
| PUM-Code 1    | Desa        | Fläche (km²) | 002000                         | 002010                         | Männer                         | Frauen                         | 002020                         | Dichte 3                       | Padu- kuhan 4 | RW/ RT 5 |
| ------------- | ----------- | ------------ | ------------------------------ | ------------------------------ | ------------------------------ | ------------------------------ | ------------------------------ | ------------------------------ | ------------- | -------- |
| 34.03.08.2001 | Ngeposari   | 16,75        | 8.418                          | 8.855                          | 4.977                          | 5.029                          | 10.006                         | 597,4                          | 19            | 19/81    |
| 34.03.08.2002 | Semanu      | 16,46        | 14.403                         | 14.931                         | 8.148                          | 8.368                          | 16.516                         | 1.003,4                        | 19            | 49/134   |
| 34.03.08.2003 | Pacarejo    | 30,74        | 14.915                         | 14.314                         | 8.099                          | 8.421                          | 16.520                         | 537,4                          | 28            | 28/140   |
| 34.03.08.2004 | Candirejo   | 22,04        | 7.479                          | 6.912                          | 3.871                          | 3.917                          | 7.788                          | 353,4                          | 20            | 20/79    |
| 34.03.08.2005 | Dadapayu    | 22,40        | 7.239                          | 6.725                          | 3.612                          | 3.713                          | 7.325                          | 327,0                          | 20            | 20/86    |
| 34.03.08      | Kec. Semanu | 108,39       | 52.454                         | 51.737                         | 28.707                         | 29.448                         | 58.155                         | 536,5                          | 106           | 136/520  |

## Demographie
Grobeinteilung der Bevölkerung nach Altersgruppen (zum Zensus 2020)
| Altersgruppen | 00Männer | 00Frauen | zusammen |
| ------------- | -------- | -------- | -------- |
| 0 – 14        | 5.594    | 5.239    | 10.833   |
| 15 – 64       | 19.263   | 19.494   | 38.757   |
| 65+           | 3.850    | 4.715    | 8.565    |
| gesamt        | 28.707   | 29.448   | 58.155   |
| anteilig (%)  |          |          |          |
| 0 – 14        | 19,49    | 17,79    | 18,63    |
| 15 – 64       | 67,10    | 66,20    | 66,64    |
| 65+           | 13,41    | 16,01    | 14,73    |

### Bevölkerungsentwicklung
In den Ergebnissen der sieben Volkszählungen seit 1961 ist folgende Entwicklung ersichtlich:
| Einheit/Jahr     | 1961         | 1971         | 1980         | 1990         | 2000         | 2010         | 2020         |
| ---------------- | ------------ | ------------ | ------------ | ------------ | ------------ | ------------ | ------------ |
| Kec. Semanu      | 42.933       | 45.199       | 49.177       | 49.270       | 52.454       | 51.737       | 58.155       |
| Anteil in %      | 7,51         | 7,30         | 7,46         | 7,57         | 7,82         | 7,66         | 7,78         |
| Kab. Gunungkidul | 571.823      | 619.117      | 659.486      | 651.004      | 670.433      | 675.382      | 747.161      |
| Sonderregion DIY | 00 2.231.062 | 00 2.487.177 | 00 2.750.025 | 00 2.912.611 | 00 3.120.478 | 00 3.457.491 | 00 3.66.8719 |